# 바르바라 데로시
바르바라 데로시(이탈리아어: Barbara De Rossi, 1960년 8월 9일 ~ )는 이탈리아의 배우이다.

## 출연 작품
- 배비 야 (2003)
- 비너스의 유혹 (1988)
- 프레클드 맥스 앤드 더 스푹스 (1987)
- 황야의 아미고 (1986)
- 블러드 타이 (1986)
- 주크 박스 (1985)
- 폭풍의 왕국 (1985)
- 쿼바디스 (1984)
- 시실리 마피아 (1984)
- 사랑과 죽음의 마검 (1983)
- 사랑과 우정의 세월 (1982)
- 그대 머무는 곳에 (1978)